# Mirtida (artefakt iz Atine)
Mirtida  je izmišljeno ime posmrtnih — arheoloških ostataka jedanaestogodišnje devojčice iz Antičke Atine koja je živela u 5. veku p. n. e. Njene skeletne ostatke Grčki arheolozi otkrili su u masovnoj grobnici u Kerameikosu tokom arheoloških istraživanja sprovedenih od 1994. do 1995. godine, za vreme izgradnje jedne od atinskih stanica metroa.
Ime ovom muzejskom artefaktu — umrle devojčice, izabrano je od strane arheologa, na osnovu jednog od najčešćih imena za žene toga vremena.
Naknadna analiza lobanje Miritide, pokazala je da je ova devojčica zajedno sa još dve osobe, čiji skeleti su iskopanih iz iste masovne grobnice, umrla od posledica tifusa izazvanog salmonelom, u epidemiji koja je tada pogrešno nazivana Atinske kuge, a koja je vladalala u Atine i na Peloponezu u 5.veku. p.n.e (430. p. n. e. i u zimu 427/426. p. n. e.) od koje je umrla trećina građana Antičke Atine.

## Uslovi koji su vladali u godini Mirtidine smrti
Mirtida je umrla 430. п. н. е. od posledica Atinska kuga,  usvojen naziva za epidemiju ove zarazne bolesti koja je te godine izbil u periodu druge godine Peloponeskog rata, u gradu-državi Atini u staroj Grčkoj, dok je grad bio pod opsadom Spartanaca. Smatra se da je epidemija prvo izbila u luci Pirej u Atini, koja je bila glavni ulaz za dovoz zaliha hrane i drugih potrepština. Kuga je potom zahvatila Dalmaciju Rim i druge regione istočnog Mediterana, i dva puta se vraćala 429. p. n. e. i u zimu 427/426. p. n. e.
Prema procenama istoričara medicine, od ove bolesti preminula je oko trećina stanovnika grada i okoline. Atinsku kugu deo istoričara koristi za označavanje perioda završetka Zlatnog doba Atine, jer se kuga smatrala razlogom koji je doveo do toga da Atina izgubi ne samo Peloponeski rat, već i uticaj na ovom prostoru kao dominantne sile među grčkim polisima.
Među žrtvama ove pošasti nije bila samo Mitilda već i mnogo važnih atinskih građana, među kojima i državnika Perikle (zajedno sa članovima svoje porodice). Jedan od Atinjana koji je bolovao, ali i ozdravio, bio je i Tukidid, koji je u delu Istorija Peloponeskog rata ostavio detaljan opis bolesti i njenih posledica po celokupno atinsko društvo i Grčku u celini.
S današnjim medicinskim znanjem i opisima epidemije, lako se može zaključiti da, da je epidemija pogrešno nazvana Atinska kuga jer ona nije imala veze sa kugom. Kasnija istraživanja DNK zubne pulpe dokazala su da je Atinsku kugu ipak prouzrokovala tifusna salmonela (лат. Salmonella enterica typhy).

## Rekonstrukcija lica
Otkrića ostatka ljudski skeleta iz klasične Grčke su relativno retka, jer je većina umrlih u antičkoj Grčkoj sahrana spaljivanja tela. Tako da je prema mišljenju arheologa Mirtida bila prva osoba čija je lobanja omogućila analizu njenih kostiju, uzroka smrti i izgled lica.
Kako je lobanja bila u neuobičajeno dobrom stanju, posebno vilice sa zubima, grčki stručnjaci  na predlog Manolisa Papagrigorakisa, profesor  ortodoncije na Univerziteta u Atini, izvršili su rekonstrukciju lica devojka u okviru projekta o saradnji sa švedskim kolegama, kojom je trebalo obaviti karakterizaciju lica devojčice. 
Uz pomoć medicinskog skenera dobijeni su podaci visoke rezolucije kostiju, na osnovu kojih je načinjena replika lobanje koja je kasnije služila kao osnova za dalju obradu glave i utvrđivanje fizičke karakteristika i mišića. Detalji tkiva lica su izračunati na osnovu srednje vrednosti za uzrast, pol i rasu, a ostale karakteristike izvedene su iz lobanjske analize lica.
Mirtida je proizvoljno izabrana boja očiju i kose, ali prava boja očiju i kose može se razjasniti samo analizom DNK. Način češljanja kose izabran je na osnovu navika iz vremena u kome je Mirtida živela.

## Međunarodni značaj artefakta
Rekonstruisna glave Mirtide, koja je u Muzeju Akropolj prvi put predstavljen 2010. godine, proglašen je od strane UN-a" za „Prijatelja milenijumskih razvojnih ciljeva” (Friend of the Millennium Development Goals), jer šalje snažnu poruku humanosti, da i nakon više hiljada godina kasnije, milioni dece i dalje umrire od kuge i drugih zaraznih bolesti.

## Literatura
- Angel JL (1944). „A racial analysis of the Ancient Greeks: an essay on the use of morphological types”. Am J Phys Anthropol. 2: 297—300..
- Angel, J. L. (1946). „Skeletal change in ancient Greece”. Am J Phys Anthropol. 4 (1): 69—97. PMID 21022140. doi:10.1002/ajpa.1330040109..
- ANGEL JL (1946). „Race, type, and ethnic group in ancient Greece”. Hum Biol. 18: 1—32. PMID 21026241..
- Argyropoulos, E.; Sassouni, V.; Xeniotou, A. (1989). „A comparative cephalometric investigation of the Greek craniofacial pattern through 4,000 years”. Angle Orthod. 59 (3): 195—204. PMID 2672905..
- Papagrigorakis MJ. Craniofacial Morphology in Ancient Greeks [master’s thesis]. Department of Orthodontics and Facial Orthopedics, University of Bergen, Norway; 1993.
- Baziotopoulou-Valavani EA. Mass burial from the cemeteryof Kerameikos. In: Stamatopoulou M, Yeroulanou M, eds. Excavating Classical Culture. Recent  rchaeological Discoveries in Greece. Studies in Classical Archaeology I. BAR International Series 1031. Oxford, England: Archaeopress; 2002  187–201.
- Papagrigorakis, M. J.; Yapijakis, C.; Synodinos, P. N.; Baziotopoulou-Valavani, E. (2006). „DNA examination of ancient dental pulp incriminates typhoid fever as a probable cause of the Plague of Athens”. Int The Journal of Infectious Diseases. 10 (3): 206—214. PMID 16412683. doi:10.1016/j.ijid.2005.09.001..
- Papagrigorakis, Manolis J.; Yapijakis, Christos; Synodinos, Philippos N.; Baziotopoulou-Valavani, Effie (2006). „Insufficient phylogenetic analysis may not exclude candidacy of typhoid fever as a probable cause of the Plague of Athens (Reply to Shapiro et al.)”. Int The Journal of Infectious Diseases. 10 (4): 335—336. doi:10.1016/j.ijid.2006.02.005..
- Papagrigorakis, M. J.; Synodinos, P. N.; Yapijakis, C. (2007). „Ancient typhoid epidemic reveals possible ancestral strain of Salmonella enterica serovar Typhi”. Infect Genet Evol. 7 (1): 126—127. PMID 16765652. doi:10.1016/j.meegid.2006.04.006..

ction]
- Baziotopoulou-Valavani, Effie; Synodinos, Philippos N.; Papagrigorakis, Manolis J. (2008). „Dental Status and Orthodontic Treatment Needs of an 11-Year-Old Female Resident of Athens, 430 BC”. The Angle Orthodontist. 78 (1): 152—156. PMID 18193954. doi:10.2319/012107-30.1.

## Spoljašnje veze
Медији везани за чланак Mirtida на Викимедијиној остави

- [https://www.youtube.com/watch?v=HxZ4wcTQrx4&feature=related News footage of Myrtis' facial reconstru